# Maurice Lévy (mathématicien)
Pour les articles homonymes, voir Lévy et Maurice Lévy.
Ne doit pas être confondu avec Maurice Lévy (physicien).
Maurice Lévy, né à Ribeauvillé le 28 février 1838 et mort à Paris le 30 septembre 1910, est un ingénieur français qui se distingua par de nombreuses contributions en mécanique des milieux continus.

## Biographie

### Années de formation
Fils d'industriels alsaciens et neveu de Germain Sée, Lévy fréquente d'abord l'École professionnelle de chimie de Mulhouse puis, après deux années préparatoires, il réussit le concours de l'École polytechnique en 1854. Il entre en 1856 à l'École d'application des Ponts et Chaussées, dont il est diplômé en 1858. Cette dernière année, il met au point une méthode pour calculer les efforts dans une poutre continue sur plusieurs appuis.

### Ingénieur des Ponts et Chaussées
En tant qu'ingénieur, Maurice Lévy fait davantage œuvre de théoricien que de praticien. Il travaille longtemps dans les voies navigables, s'appliquant au perfectionnement des barrages à hausses et expérimentant sur la traction des navires. Il propose une forme rationnelle pour le parement à fruit des barrages-poids (recherches sans grandes conséquences), et surtout indique comment contrôler le trajet de l'eau sous le barrage par l’interposition d'un masque filtrant (masque de Lévy). Il renouvelle l’analyse mathématique de la flexion des plaques élastiques, qui n’avait pratiquement pas évolué depuis qu’Henri Navier y avait employé la transformation de Fourier, en recherchant les solutions fondamentales sous une forme plus générale et mieux adaptée aux conditions aux limites du problème.
Pendant la Guerre franco-prussienne de 1870, il est affecté à la coordination de la production de canons par les différents fournisseurs de l'armée.
Impressionné par le succès de Die graphische Statik de Karl Culmann (1866), Lévy hésite un temps à traduire ce livre, puis se décide pour un ouvrage plus complet et plus systématique, en trois volumes : La Statique Graphique parut en 1874. À partir de cette date, ses tâches d'enseignant prennent largement le pas sur son activité d'ingénieur. En 1879, il dirige cependant encore la construction d'un siphon aérien au-dessus du canal Saint-Martin.
En référence aux accidents survenus sur les grands barrages (particulièrement la catastrophe de Bouzey, en 1895), il montre comment les sous-pressions de l’eau interstitielle peuvent en partie annuler le poids des maçonneries et compromettre l'équilibre d'ensemble,.
Par la suite, le corps des Ponts et chaussées fait surtout appel à lui en tant qu'expert pour l'examen de brevets d'invention. Nommé ingénieur général, il prend part à la commission chargée de la rédaction du premier règlement français de béton armé (celui de 1906) après les travaux de la Commission du ciment armé créée en 1901, présidée par Théodore Lorieux puis Jean Résal. Il prend sa retraite en 1907.

### Carrière scientifique
Parallèlement à ses activités professionnelles, Lévy passe en 1867 une thèse de doctorat en mathématiques, sur la question des coordonnées curvilignes orthogonales.
En 1870, il prolonge la théorie de Saint-Venant élaborée à partir des expériences de Tresca, et qui tendent à montrer que la rupture des solides (métaux) s'effectue, non pas lorsque la déformation passe un certain seuil, mais lorsque les contraintes de cisaillement dépassent une valeur limite de résistance. Maurice Lévy propose notamment le premier critère de plasticité tridimensionnel, qui sera repris trente ans plus tard par les Allemands Otto Mohr et von Mises (critère de Lévy-Mises).
En 1873, il analyse mathématiquement la théorie du coin de Coulomb dans l'équilibre limite de butée et montre que la surface de rupture d'un massif pulvérulent n'est pas, en général plane,, contrairement à ce qu'avait supposé Coulomb, et contrairement à ce qu'on enseigne alors (Poncelet, Navier). Ces idées seront reprises quelques années plus tard par Joseph Boussinesq et Alfred-Aimé Flamant à l’Institut industriel du Nord (École centrale de Lille).
Nommé professeur suppléant par Joseph Bertrand au Collège de France en 1874, il devient professeur titulaire de la chaire de mécanique en 1883. Depuis 1875, il enseignait également la mécanique à l'École centrale Paris. En 1880, il contribue à la création de la revue professionnelle Le Génie Civil qui n'interrompra sa parution qu'avec la Seconde Guerre mondiale.
Il est élu à l'Académie des sciences en 1883, en remplacement de Bresse.

## Œuvres
- Thèse de doctorat : Essai théorique et appliqué sur le mouvement des liquides. Suivi de Sur une transformation des coordonnées curvilignes orthogonales et sur les coordonnées curvilignes comprenant une famille quelconque de surfaces de second ordre (1867), Paris, éd. Gauthier-Villars, [lire en ligne]
- La statique graphique et ses applications aux constructions (1874, rééd. 1886-1888), 4 vol., éd. Gauthier-Villars, Paris
- Sur les surfaces dont l'élément linéaire est homogène (1878), définit les courbes de type spirale.